# Linh dương hoẵng Maxwell
Linh dương hoẵng Maxwell (Philantomba maxwellii) là một loài động vật có vú trong họ Bovidae, bộ Artiodactyla. Loài này được C. H. Smith mô tả năm 1827.

## Hình ảnh

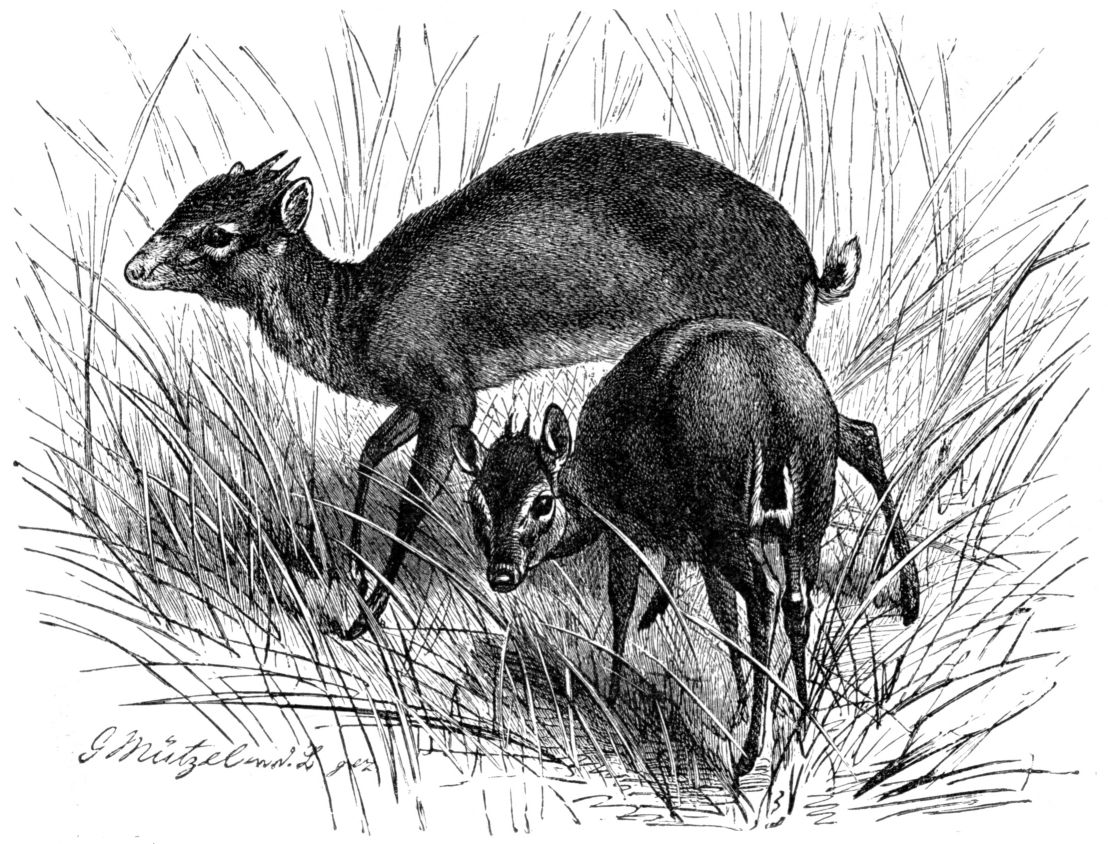